# 御調八幡宮

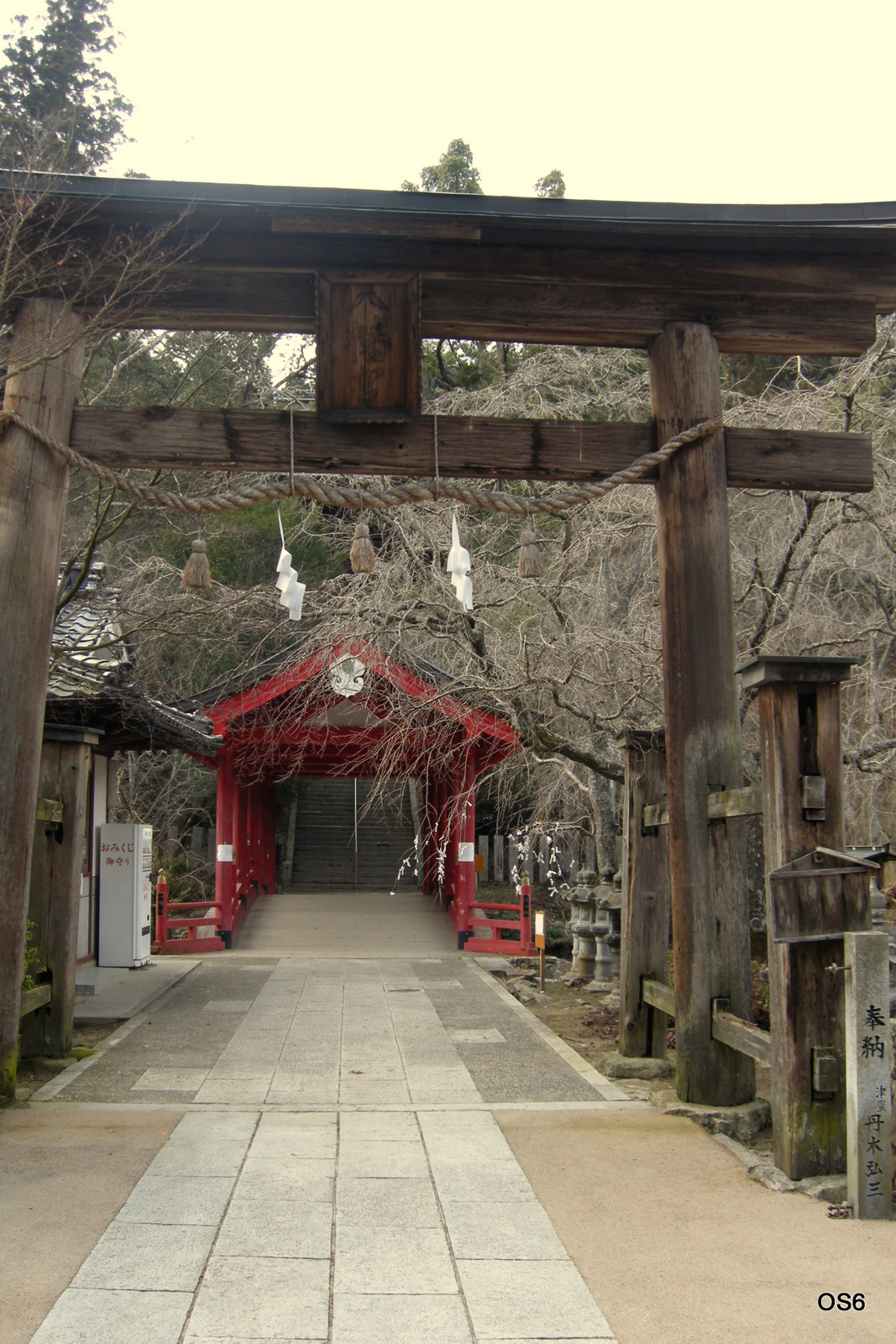
鳥居

御調八幡宮（みつきはちまんぐう）は、広島県三原市八幡町にある神社。旧社格は県社。

## 祭神
- 応神天皇

## 歴史
社伝によれば道鏡に対する宇佐八幡宮の神託事件によりこの地に流罪となった和気広虫が八幡神を祀ったのに始まるという。

## 文化財

### 重要文化財（国指定）
- 狛犬 1対
- 木造行道面13面（附:木造菩薩面3面）

行道面は如来1面、菩薩8面、比丘2面、獅子頭1面、馬頭1面の計13面で、如来は室町時代、馬頭は平安時代後期、他は鎌倉時代の作と推定される。附指定の菩薩面は平安時代の作と推定されるが、破損が著しい。
- 木造僧形八幡神坐像2躯、木造僧形神坐像1躯、木造女神坐像（にょしんざぞう）3躯、木造天部形立像（てんぶぎょうりゅうぞう）1躯（計7躯）

当神社本殿に神体として安置される彫像群で、作風から平安時代前期～中期の作と推定される。
- 阿弥陀経板木2枚・法華経普門品板木2枚・金剛寿命陀羅尼経板木1枚

嘉禎2年 - 3年（1236 - 1237年）開版の銘があり、日本印刷史上貴重な資料である。

### 広島県重要文化財
- 木造男神坐像（昭和45年5月14日 指定）

ヒノキ材の一木造、平安時代の作品であり社伝によると藤原百川像と伝わる。
- 紙本墨書出三蔵記集録上巻第二
- 紺紙金泥大般若経
- 銅戈

### 広島県天然記念物
- 御調八幡宮の社叢（昭和45年1月30日 指定）

八幡山の東斜面にあるシイを主とする社叢であり、県内に残された数少ないシイ天然林として代表的なものとされる。

### 広島県無形民俗文化財
- 御調八幡宮の花おどり

## 現地情報
所在地
- 広島県三原市八幡町宮内13

交通アクセス
- 山陽自動車道三原久井ICから約10分
- JR山陽本線・呉線三原駅下車後、バスで約30分（八幡本庄行バス バス停「八幡神社前」下車）